# Джексонбург (Західна Вірджинія)
Джексонбург (англ. Jacksonburg) — переписна місцевість (CDP) в США, в окрузі Ветзел штату Західна Вірджинія. Населення — 114 особи (2020).

## Географія
Джексонбург розташований за координатами 39°31′50″ пн. ш. 80°38′26″ зх. д. / 39.53056° пн. ш. 80.64056° зх. д. (39.530590, -80.640586).  За даними Бюро перепису населення США в 2010 році переписна місцевість мала площу 3,89 км², з яких 3,83 км² — суходіл та 0,05 км² — водойми.

## Демографія
Згідно з переписом 2010 року, у переписній місцевості мешкали 182 особи в 75 домогосподарствах у складі 47 родин. Густота населення становила 47 осіб/км².  Було 83 помешкання (21/км²).
Расовий склад населення:
| - 100,0 % — білих |

До двох чи більше рас належало 0,0 %. Частка іспаномовних становила 0,0 % від усіх жителів.
За віковим діапазоном населення розподілялося таким чином: 24,2 % — особи молодші 18 років, 61,5 % — особи у віці 18—64 років, 14,3 % — особи у віці 65 років та старші. Медіана віку мешканця становила 41,7 року. На 100 осіб жіночої статі у переписній місцевості припадало 97,8 чоловіків;  на 100 жінок у віці від 18 років та старших — 106,0 чоловіків також старших 18 років.
Середній дохід на одне домашнє господарство  становив 47 308 доларів США (медіана — 43 693), а середній дохід на одну сім'ю — 61 086 доларів (медіана — 70 417). 
Цивільне працевлаштоване населення становило 60 осіб. Основні галузі зайнятості: публічна адміністрація — 38,3 %, будівництво — 26,7 %, сільське господарство, лісництво, риболовля — 15,0 %.